# Die Schlösser König Ludwigs II. von Bayern: Neuschwanstein, Linderhof, Schachen und Herrenchiemsee
Die Schlösser König Ludwigs II. von Bayern: Neuschwanstein, Linderhof, Schachen und Herrenchiemsee ist eine UNESCO-Weltkulturerbestätte, die vier von König Ludwig II. von Bayern errichtete Schlossbauten in Bayern umfasst.
Zur 2025 eingeschriebenen Welterbestätte gehören das Schloss Neuschwanstein in Schwangau, das Neue Schloss Herrenchiemsee in der Gemeinde Chiemsee, das Schloss Linderhof in Ettal und das Königshaus am Schachen bei Garmisch-Partenkirchen. Die unter anderem von Versailles, deutschen Märchen und Wagneropern inspirierten Gebäude veranschaulichen den romantischen und eklektischen Zeitgeist und vereinen dabei historistische Stilistik mit der Bautechnik des 19. Jahrhunderts.

## Liste der Bauwerke
| Bild | Bauwerk                      | Erbaut    | Lage |
| ---- | ---------------------------- | --------- | ---- |
|      | Königshaus am Schachen       | 1869–1872 | ⊙    |
|      | Schloss Neuschwanstein       | 1869–1892 | ⊙    |
|      | Schloss Linderhof            | 1870–1886 | ⊙    |
|      | Neues Schloss Herrenchiemsee | 1878–1886 | ⊙    |